# チチカカ湖

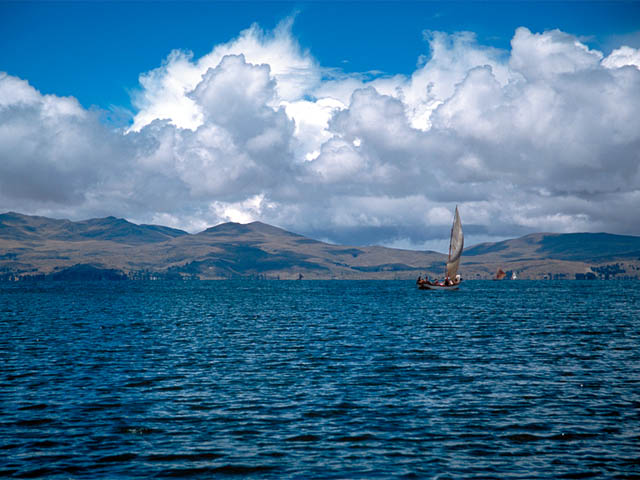
チチカカ湖（ボリビア側Lago Huiñaymarca 2001年12月撮影）

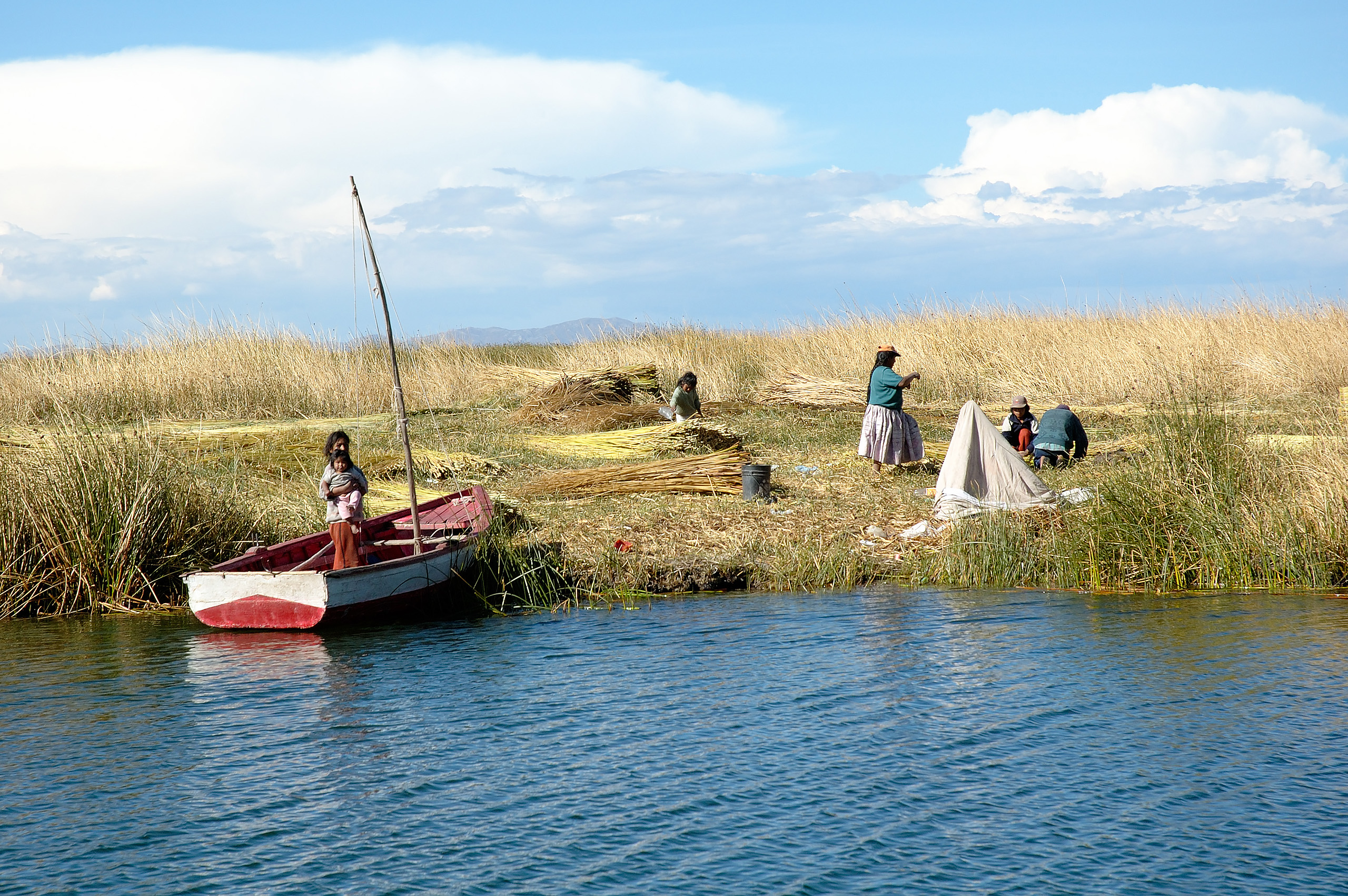
トトラで作られたウル族の浮島

チチカカ湖（チチカカこ、スペイン語: Lago Titicaca）またはティティカカ湖は、南米大陸のアンデス山脈のペルー南部とボリビア西部にまたがる淡水湖。アルティプラーノの北部に位置する。湖の中央は、南緯約16度、西経約69度で、標高は3810mほどである。湖面の60%がペルー領で、40%がボリビア領となっている。「汽船などが航行可能な湖として世界最高所」と言われる。数少ない古代湖でもある。

## 概要
流入河川は複数存在するが、湖から流れ出すのは南部から流出するデサグアデーロ川のみであり、アルティプラーノ南部にあるポーポ湖へと連なっている。

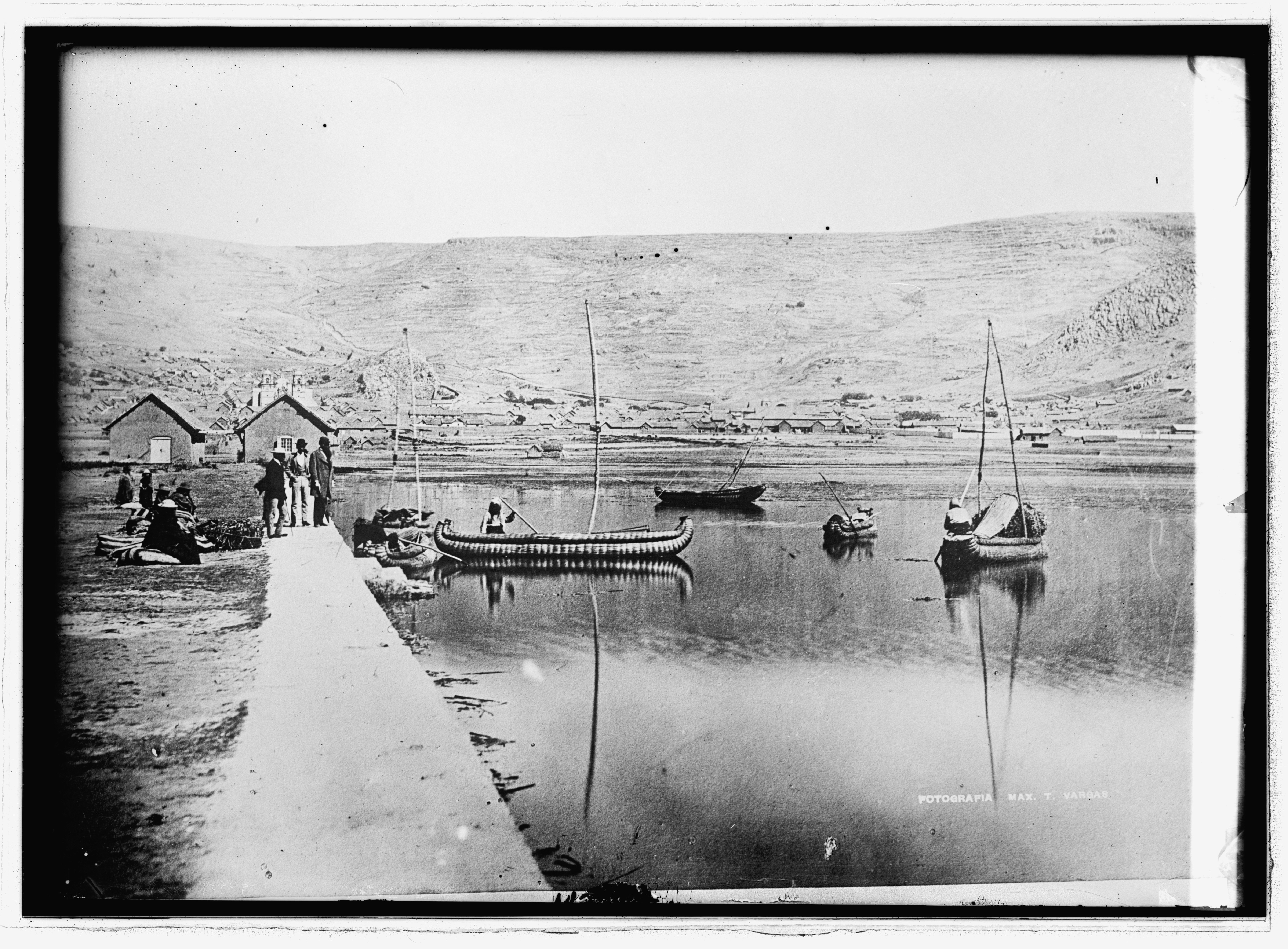
マックス T. バルガス撮影のチチカカの湖葦船による往来（1909年～1919年）

湖には、ソト島やルーナ島（月の島）、タキーレ島、アマンタニ島、太陽の島、スリキ島、スアシ島など41の大小の島々がある。またペルー側にあるプーノ市街の沿岸や沖合にはウル族（Uros）がトトラ（Schoenoplectus californicus）と呼ばれる葦を多数重ね合わせた浮島に居住している。かつては小舟もトトラで作っていた。彼らは現在でも浮島に居住しながら、漁や観光客を相手の商売で生計を立てている。チチカカ湖やその周辺には、他にもケチュア族やアイマラ族といった、先住民族が居住しており、漁業や都市部での就労の他、島では農耕などに携わって生計をたてて暮らしている。
ウル族が住むこうした浮島群はウロス諸島と呼ばれ、プーノ沖に大小100程度が集まり、約1500家族、5000人程度が暮らす。一部の島ではソーラーパネルによる太陽光発電が行われている。浮島は1630年頃、先住民がスペイン人の侵略を逃れて造るようになったと推定されている。かつては漁業で生計を立てていたが、2005年にある浮島にオランダ人夫婦が泊まったことをきっかけに観光客の受け入れが始まり、約20の島に民宿がある。
周辺に泥炭地などの湿地が多く、1997年1月にペルー側の領域4,600km2が、1998年9月にボリビア側の領域8,000km2がそれぞれラムサール条約登録地となった。また、この湖にはチリとの戦争に敗れて太平洋に面する領土を失い、内陸国となったボリビアの海軍基地がある。

## 地理的条件および気象条件
湖の面積はおよそ8562km2、容積903km3あり、大きい湖 Lago Grande と、小さな湖（あるいはウィニャイマルカ湖）Lago Pequeño（Lago WiñaymarkaあるいはLago Huiñaymarca）に分かれる。
Lago Grande はおよそ面積7130km2、Lago Pequeño はおよそ1430km2ほどある（Boulangé and Aquize Jaen 1981 および Comisión Mixta Peruana Boliviana cited in Kolata 1996：26）。ただし、調査者により、面積や最深部は最大で数十メートルほどの誤差がある。この二つの湖はティキーナ海峡の幅約800mほどのところでつながっている。Lago Grande は、深さ最大で285mあり、約2⁄3が150m以上の深さであるが、Lago Pequeño は最大でも深さ40mほどしかなく、ほとんどが5-10mほどの深さしかない。
チチカカ湖盆地の平均気温は、湖岸で約0°C、湖中央で8 - 10℃ほどあり（Dejoux 1992:67）、平均降水量は、湖岸で400 - 800mm、湖中央で最大1500mmほどある（前掲書：69）。標高は高いが熱帯に属しているため、年間を通して日照時間は相対的に安定している。湖は全体的には閉鎖系として機能している。実際、河川によって湖から外部へ排出されている流出量は、湖水全体の消失量の5%以下しかない。また、熱帯で標高が高いため湖水の蒸発が激しく、そのため塩分の量が多く1リットルあたり約1グラムほどある。チチカカ湖の湖水の蒸発は、結果的に、この地域全体の気候の温暖化に寄与している。湖水の蒸発によって、地域全体が水蒸気に包まれた熱貯蔵効果を持つため、チチカカ湖盆地は、標高が高いにもかかわらず比較的暖かく安定した気候を保っている。

## 水産資源

### 外来種
北米原産のニジマス（スペイン語ではTrucha arco iris）やヨーロッパ原産のブラウントラウト（スペイン語ではTrucha de arroyo）、アルゼンチン原産の ペヘレイ といった魚類が水産資源として外部から移入されている。
ニジマス（Salmo gairdneri Richardson, 1836→現在は Oncorhynchus mykiss Walbaum, 1792）が1941-42年に、ペヘレイ（Basilichthys bonariensis Valenciennes, 1835）が1955-56年に、移入される。
ボリビア側にあるティキーナという湖畔には、日本の援助で作られたマスの養殖場がある。ただし、ニジマスは他からもたらされた外来種であったため、30cm近くまで成長する在来種のカラチの大形種チチカカオレスティア（Orestias cuvieri Valenciennes, 1846）が絶滅してしまったと言われている。しかしながら、そのこと自体は確認もされておらず、逆に反証もされていないという。
チチカカ湖に棲息する生物については未だ研究が進んでいない点も多く、分類、記載されていない種類の魚もあると考えられている。

### 在来種
- 魚類
  - チチカカ湖では、カダヤシ目キプリノドン科オレスティアス属のカラチ（スペイン語版）（Orestias agassissi Valenciennes,1846 など）やイスピ（スペイン語版）（O. pentlandii Valenciennes,1846 や O. ispi Lauzanne,1981 など）といった在来固有種の魚が捕獲でき、現在でも唐揚げなどにして食用にされている。このカラチと思われる図像が、ティワナク遺跡の出土遺物に描かれている。
  - また、南米に広く棲息する、ヒルナマズ科（英語版）（いわゆるカンディル類を含む科）の一種で、 現地でマウリと呼ばれるナマズ（Trichomycterus dispar（Tschudi,1846））がいる。チチカカ湖には、このヒルナマズ科のうちT. rivulatusおよびT. disparの2種が棲息していると言われている。マウリも食用にされ、ティワナク遺跡にある彫刻の中にも描かれている。
- 両生類
  - チチカカミズガエル（英語版）などの大型の水棲のカエルが生息し、他にヒキガエル属、フクロアマガエル属（英語版）、ヨツメガエル属（英語版）なども生息する。一部の種は周辺の地域では足などを唐揚げにして食べる。また、チチカカミズガエルの仲間などは、アイマラやケチュアの生殖儀礼などに用いられている。
- 爬虫類
  - 全長40-50cmほどのヘビ、Tachymenis peruvianaも棲息している。このヘビと思われる図像が、ティワナク遺跡出土遺物の中に描かれている。
- その他
  - かつて考古学者でボリビア研究者のアルトゥル・ポスナンスキー（英語版）（Arthur Posnansky）は、チチカカ湖の漁師から手渡されたとされる1個体の乾燥標本に基いて、世界で唯一の淡水生タツノオトシゴの一種である"Hippocampus titicacaensis Posnansky,1943"を記録した。標高3000m以上の淡水湖にタツノオトシゴ類が生息するとすれば極めて特異なことであるが、彼はチチカカ湖はかつて海とつながっていた時期があり、タツノオトシゴの存在もその傍証であると考えていた。しかしこの記録以降はまったく確認されないことなどから、実際には商人が薬用として持ち込んだ海産種の誤認ではないかと言われており、彼の記録も正式な種の記載とは認められていない。ただしティワナク村にある博物館には、タツノオトシゴが先スペイン期の遺物として展示されており、ポスナンスキーの記録にいくばくかの信憑性を与えているかのようにも見える。しかし、それでもなお、この博物館に展示されている遺物のほとんどについては、それらが発掘された時の詳しい出土状況の説明が加えられていないという問題もある。実際に、この村の博物館には、偽物がいくつか展示されており、このタツノオトシゴも偽物ではないかと言われているが、調べた者はいない。